# Pieter van Edingen
Pieter van Edingen (Frans: Pierre d’Enghien) (Waterloes, Oordegem ca. 1450 - Brussel, rond 1533), ook wel Pieter van Aelst genaamd, was een Brabantse tapijtwever. Hij was een van de bekendste tapijtwevers bij het begin van de 16de eeuw in Brussel en leidde er het belangrijkste atelier van zijn tijd.

## Biografie
Van Aelst werd rond 1450 geboren in Waterloes, een gehucht bij Aalst. Hij leerde er de stiel van legwerker en trouwde er met Barbele Brenincx. Zijn zonen Pieter (1471) en Jan werden er geboren. Vanaf 1492 duikt hij op in het poortersregister van Brussel.
Het atelier van Pieter van Edingen was minstens vanaf 1497 in Brussel gevestigd. Het is bekend dat hij in 1501 een huis verwierf, de Poirte van Axele, in de Stoute Craenstraete (nu de Kolenmarkt). Naar alle waarschijnlijkheid verschafte dit grote huis, met aanpalende panden en tuinen, onderdak aan zijn groeiende atelier. 
Na de plotse dood van Pierre de Warenghien wordt hij op 8 juli 1502 in Toledo benoemd tot valet de chambre et tappisier du roy van Filips de Schone (en later van keizer Karel V). Tijdens zijn verblijf in Spanje stierf koning Filips en werd koningin Johanna waanzinnig. De testamentuitvoerder van de koning vroeg Van Aelst om de koninklijke tapijten in veiligheid te brengen naar de Nederlanden (1506). Zonder medeweten van de koningin bracht hij de in Burgos verspreide werken bijeen en liet ze naar Valladolid vervoeren. Dit bracht hem in de gevangenis. Het zou nog twee jaar duren voor hij terug in Brussel opdook.
Pieter Van Aelst verwierf vooral bekendheid door de opdracht van paus Leo X in 1515, die de serie tapijten Handelingen der Apostelen bij hem bestelde voor de Sixtijnse Kapel. De tien kartons voor deze tapijtreeks zijn gemaakt door Rafaël. Zeven ervan zijn bewaard en bevinden zich nu in het Victoria and Albert Museum in Londen. De oorspronkelijke tapijten bevinden zich in het Vaticaan en worden bij feestelijke gelegenheden in de Sixtijnse kapel opgehangen. Herhalingen van deze tapijten vindt men terug in het Spaanse koninklijk paleis te Madrid en in musea in Parijs, Berlijn, Dresden en Wenen. 
De tapijten kwamen in twee jaar tot stand, maar de kartons werden na voltooiing van de reeks niet teruggestuurd, hetgeen gebruikelijk was. Deze kartons moeten een enorme invloed gehad hebben op het lokale kunstenaarsmilieu dat zich nu door het directe contact met het werk van Rafaël op eigen terrein met de hoogrenaissance geconfronteerd zag. Ook de grootschaligheid die men in het zuiden gewoon was bij het maken van fresco's was ongezien in het noorden. 
In 1520 bestelde Leo X nog een serie Kinderspelen (Giuocchi di putti, 20 stuks) en Grotesken (8 stuks).
Pieter van Edingen maakte ook een reeks Taferelen uit het leven van Christus, besteld door paus Clemens VII, die zich eveneens in het Vaticaan bevinden (de zogenaamde Scuola Nuova).
Behalve pausen bestelden ook de grote vorsten uit zijn tijd werken bij Pieter van Edingen, onder meer keizer Karel V, Frans I van Frankrijk en Hendrik VIII van Engeland.
Er zijn aanwijzingen dat de Voetwassing, die zich in het Rijksmuseum in Amsterdam bevindt, ook in het atelier van Pieter van Edingen werd geweven.
De zoon van Pieter van Edingen/Pieter van Aelst, ook Pieter van Aelst genaamd (actief 1509-55), was eveneens tapijtmaker en werkte in het atelier van zijn vader. Geen van beiden mag worden verward met hun tijdgenoot Pieter Coecke van Aelst.
Pieter Van Aelst stierf een rijk man omstreeks 1533 en werd begraven op het kerkhof van Onze-Lieve-Vrouw-ter-Zavel. Dankzij zijn artistiek en organisatorisch talent was Brussel uitgegroeid tot het toonaangevende centrum van het Europese wandtapijt, een positie die de stad nog drie eeuwen lang zou behouden.

## Werken
De volgende tapijtreeksen zijn met zekerheid geweven onder toezicht van Pieter van Edingen (meestal volledig in zijn eigen atelier, maar soms ook gedeeltelijk in dat van Brusselse "onderaannemers"):
- Passie van Christus
- Devotie van Onze-Lieve-Vrouw (6 stuks, geleverd in 1502)
- Handelingen van de apostelen (10 stuks)
- Los Honores (9 stuks)
- Leven van Christus (12 stuks)
- Kinderspelen (20 stuks)
- Grotesken of Triomfen van de Goden (8 stuks)
- Het Laatste Avondmaal (naar Leonardo da Vinci in opdracht van Frans I van Frankrijk)
- Legende van Onze-Lieve-Vrouw ter Zavel (4 stuks in opdracht van Frans van Tassis, ca. 1516)
- Geschiedenis van David en Bethsabe

Andere werken zijn alleen bekend omdat ze door Van Aelst zijn verhandeld en de transacties voorkomen in de koninklijke rekeningen:
- Geschiedenis van Noach (14 stuks)
- Indische geschiedenis met olifanten en giraffen (6 stuks)
- Plaisante chasse et volerie (16 stuks)
- Mis van Sint-Gregorius
- Geschiedenis van Troje (7 stuks)

Zijn atelier voerde ook talrijke herstellingen uit aan bestaande tapijten uit de koninklijke collecties. In 1509 werd Pieter van Aelst de Jongere zelfs benoemd tot Restouppeur de la tapisserie du Roi.

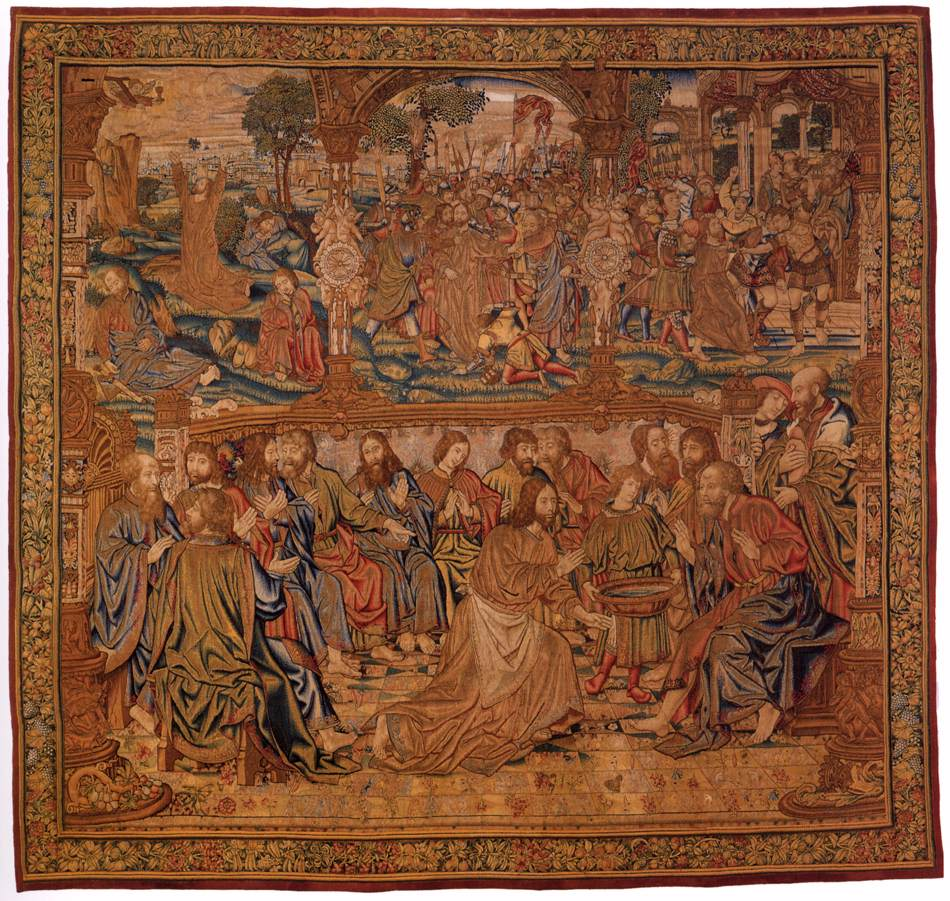
De voetwassing, ca. 1510 (Rijksmuseum)
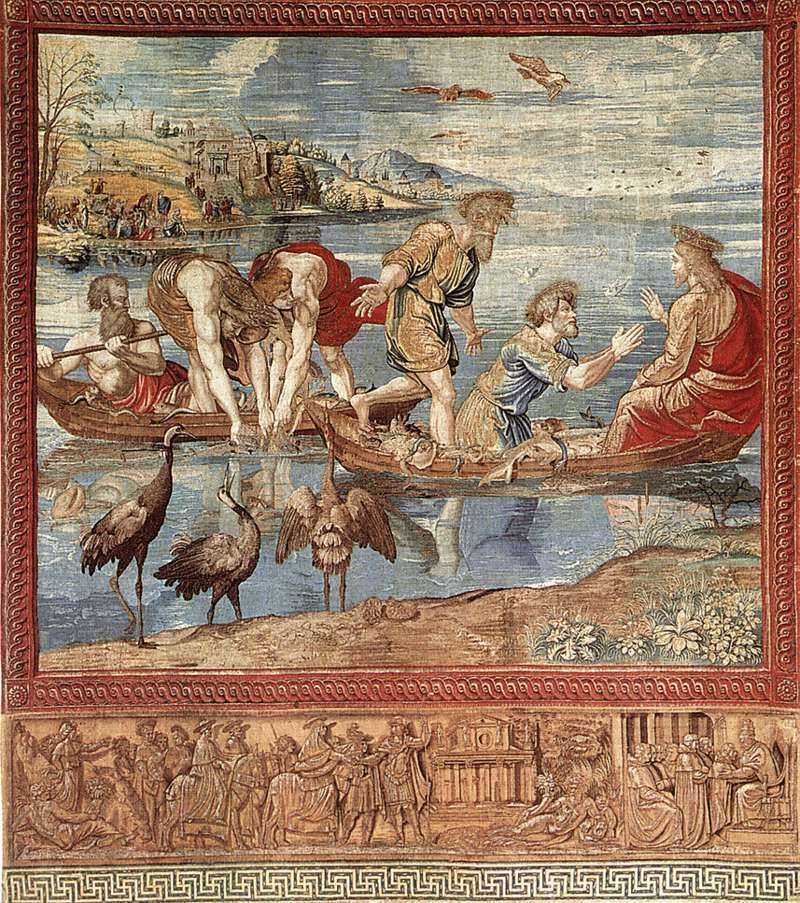
De wonderbaarlijke visvangst, 1519, uit de reeks Handelingen der Apostelen (Vaticaan)
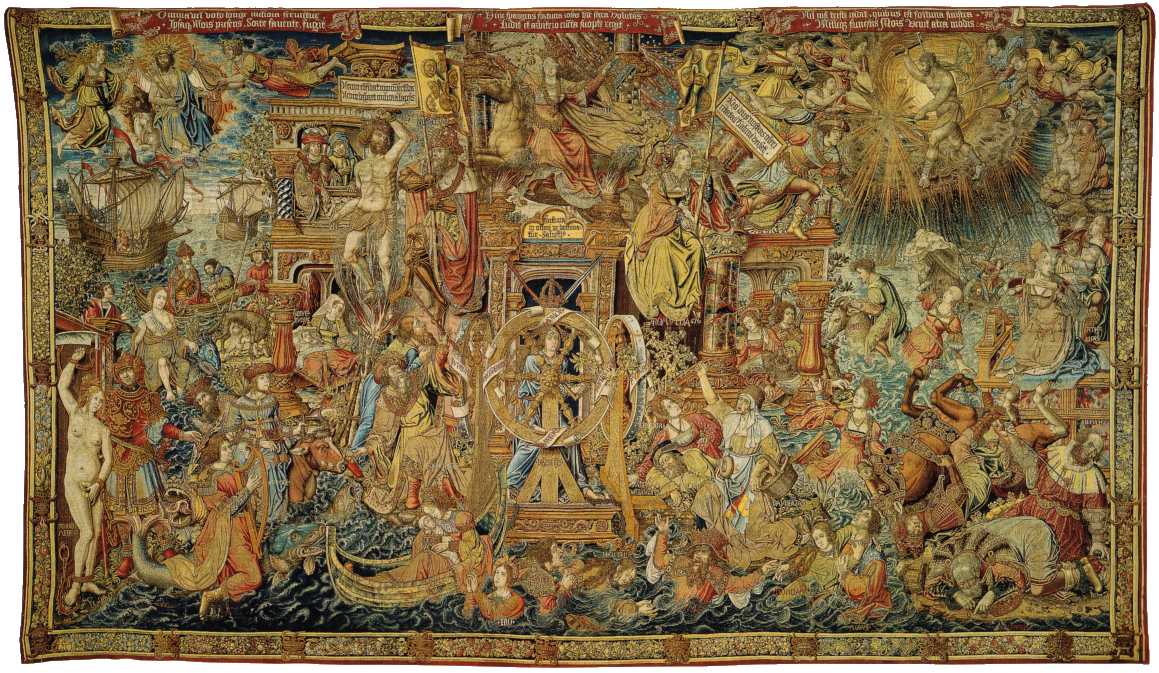
Fortuna, 1520, uit de reeks Los Honores (San Ildefonso)

## Eerbetoon
- De passage Pieter van Aelst is naar hem vernoemd in Aalst.

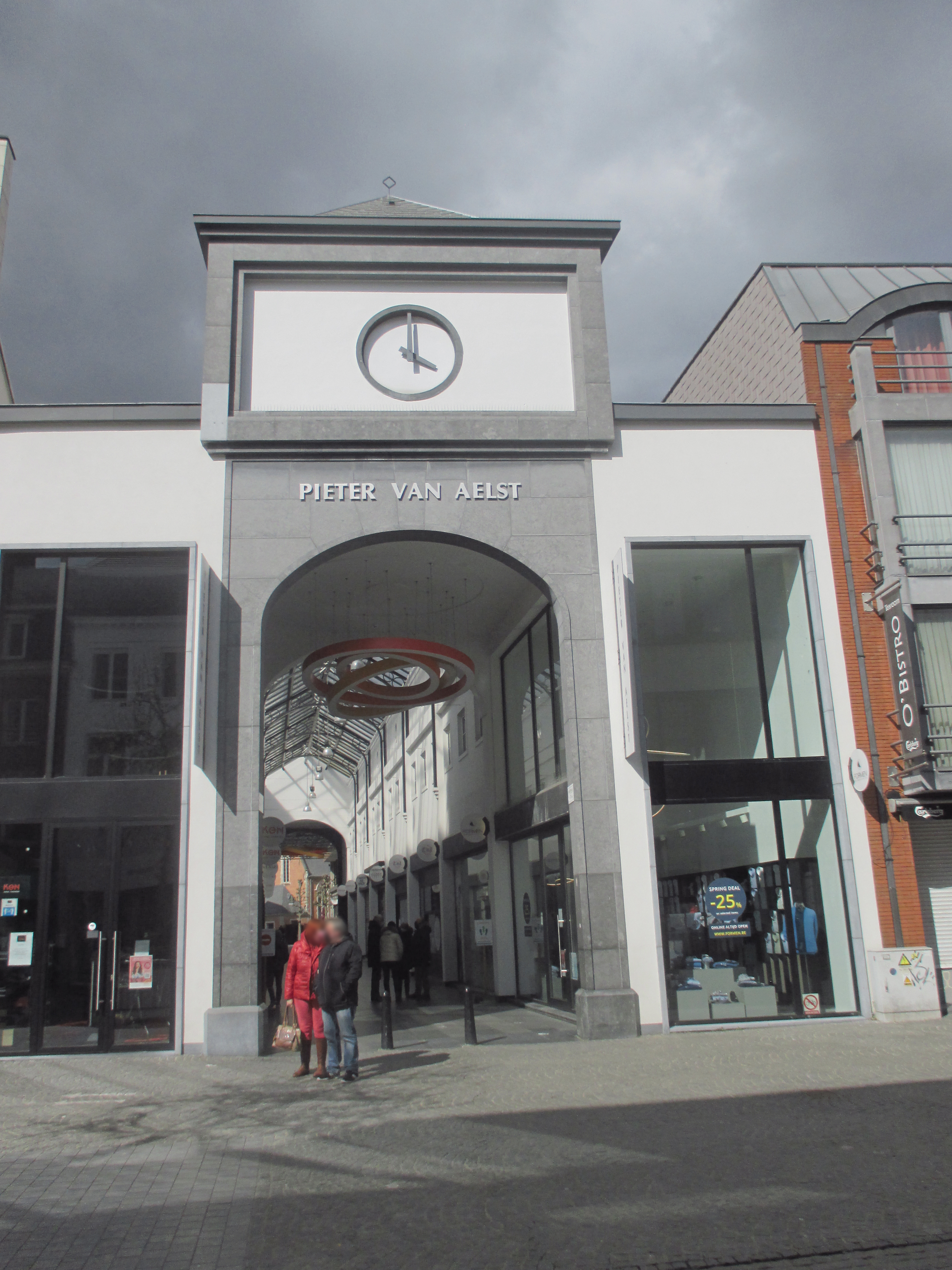
Passage Pieter van Aelst.

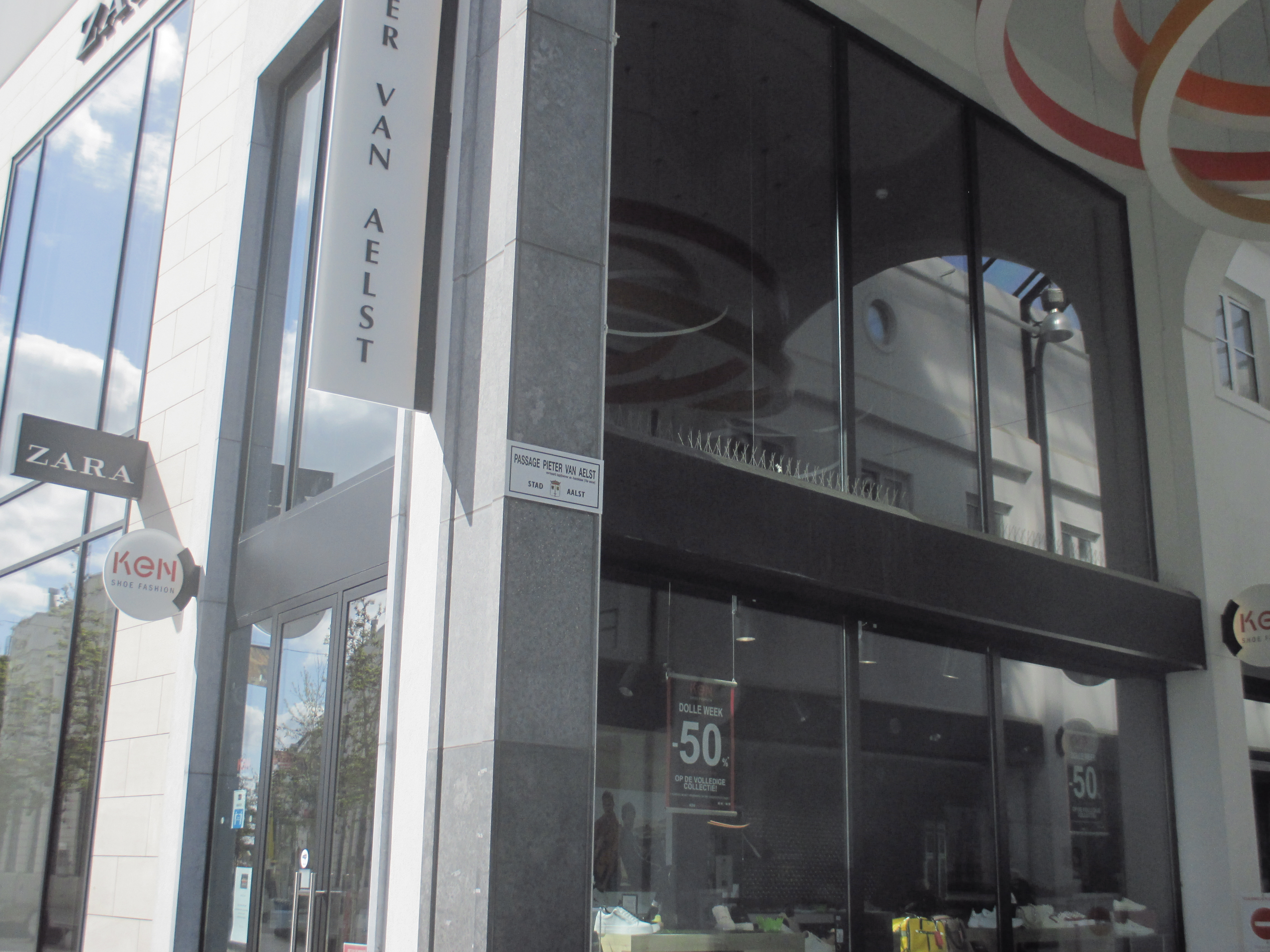
Passage Pieter van Aelst straatnaambord.